# Attalea
Attalea är ett släkte av enhjärtbladiga växter. Attalea ingår i familjen palmer (Arecaceae).
De flesta av palmerna i släktet är nästan stamlösa och växer främst i Amazonområdet i Sydamerika. De används för olika ändamål, bland annat bladfibrerna hos vissa artor till mattor, borstar med mera, den stenhårda delen av fruktväggen till svarveriarbeten, nötterna till föda eller till beredning av fett. Flera arter av släktet odlas i andra länder som prydnadsväxter på grund av sina vackra blad.
Varje frukt innehåller fem frön som är rik på vegetabilisk olja. Oljan använd för matlagningen och som smörjmedel. Vanligen sker ingen odling av släktets palmer.
Släktets vetenskapliga namn syftar på Attalos III av Pergamon.

## Bildgalleri

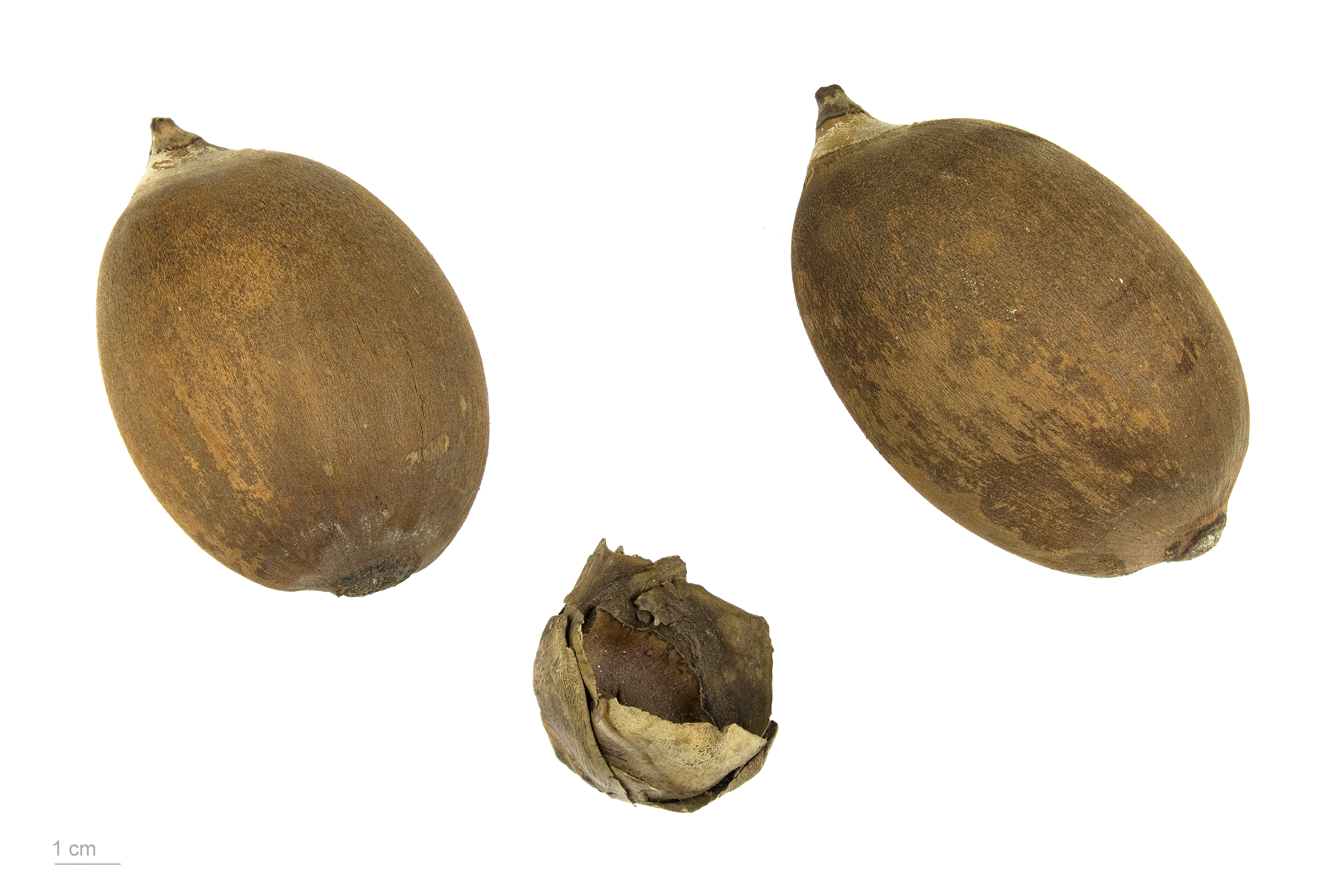
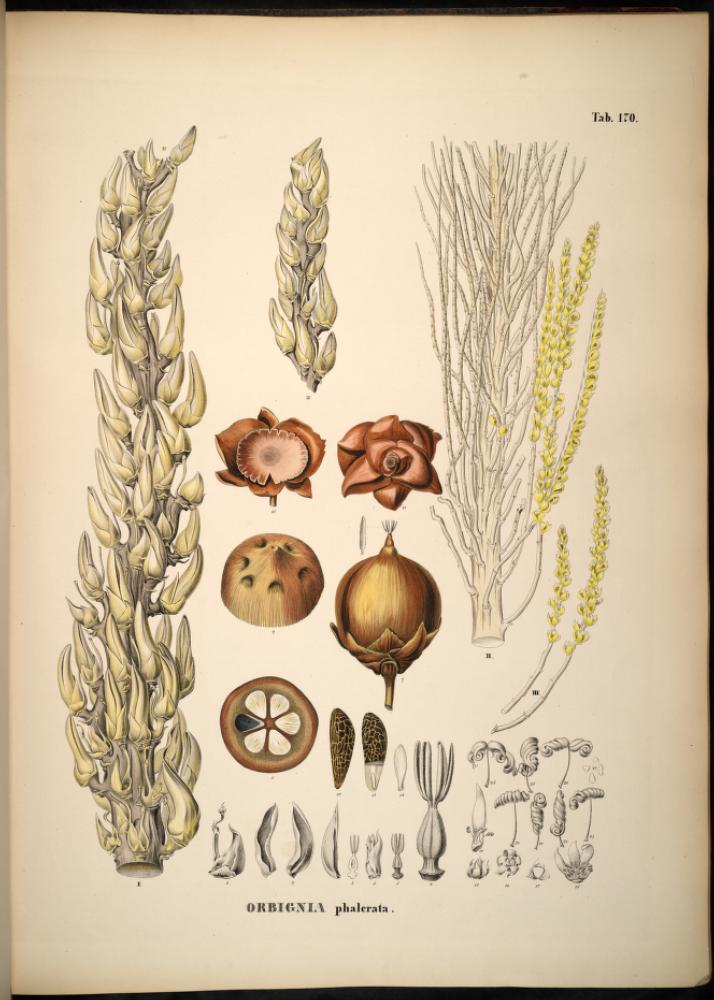
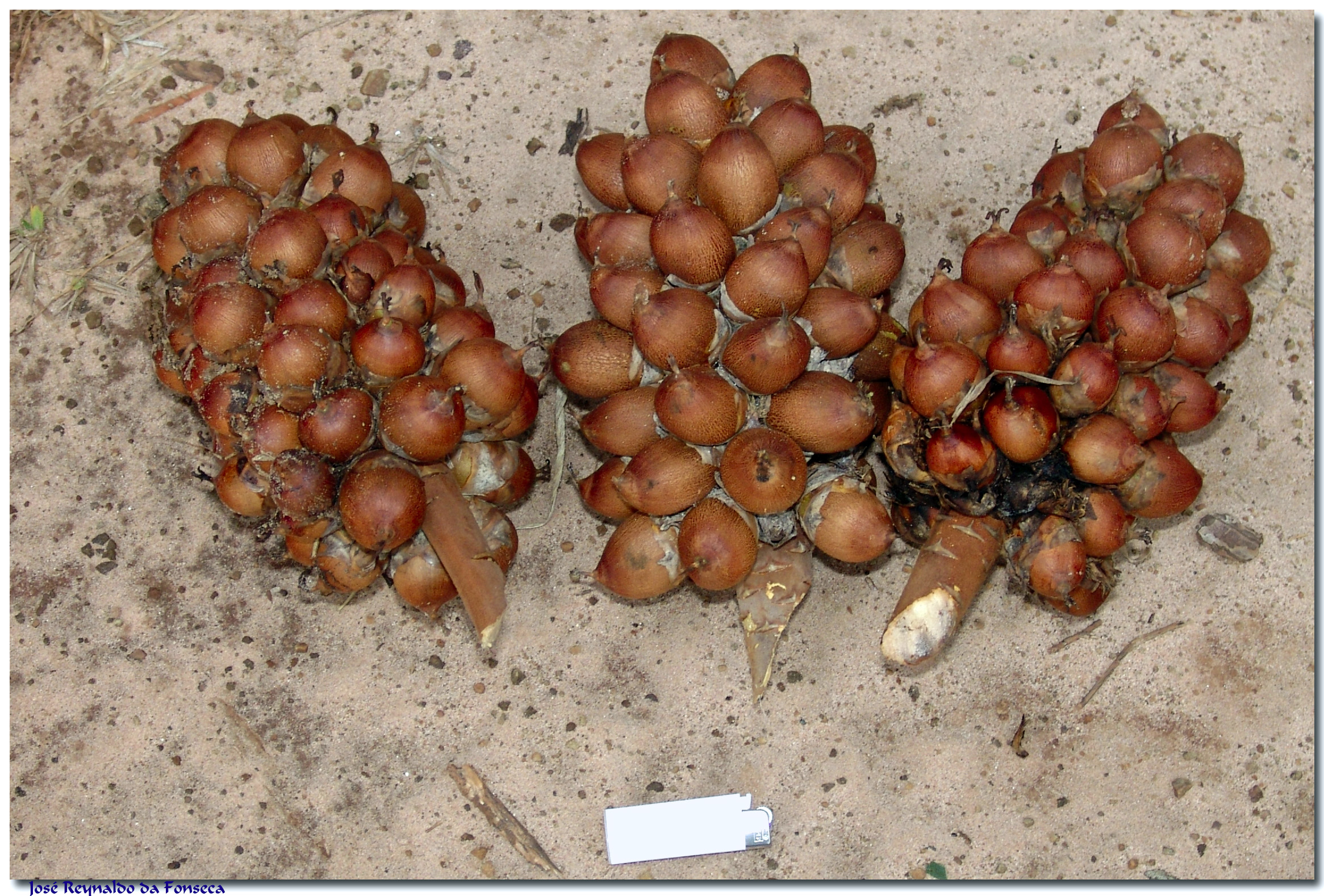

## Dottertaxa tillAttalea, i alfabetisk ordning[2]
- Attalea allenii
- Attalea amygdalina
- Attalea amylacea
- Attalea anisitsiana
- Attalea apoda
- Attalea attaleoides
- Attalea barreirensis
- Attalea bassleriana
- Attalea blepharopus
- Attalea brasiliensis
- Attalea brejinhoensis
- Attalea burretiana
- Attalea butyracea
- Attalea camopiensis
- Attalea cephalotus
- Attalea cohune
- Attalea colenda
- Attalea compta
- Attalea crassispatha
- Attalea cuatrecasana
- Attalea dahlgreniana
- Attalea degranvillei
- Attalea dubia
- Attalea eichleri
- Attalea exigua
- Attalea fairchildensis
- Attalea funifera
- Attalea geraensis
- Attalea guacuyule
- Attalea guianensis
- Attalea hoehnei
- Attalea huebneri
- Attalea humilis
- Attalea iguadummat
- Attalea insignis
- Attalea kewensis
- Attalea lauromuelleriana
- Attalea leandroana
- Attalea luetzelburgii
- Attalea macrolepis
- Attalea magdalenica
- Attalea maracaibensis
- Attalea maripa
- Attalea maripensis
- Attalea microcarpa
- Attalea minarum
- Attalea moorei
- Attalea nucifera
- Attalea oleifera
- Attalea osmantha
- Attalea peruviana
- Attalea phalerata
- Attalea piassabossu
- Attalea pindobassu
- Attalea plowmanii
- Attalea princeps
- Attalea racemosa
- Attalea rhynchocarpa
- Attalea rostrata
- Attalea salazarii
- Attalea salvadorensis
- Attalea seabrensis
- Attalea septuagenata
- Attalea speciosa
- Attalea spectabilis
- Attalea teixeirana
- Attalea tessmannii
- Attalea weberbaueri
- Attalea wesselsboeri
- Attalea vitrivir
- Attalea voeksii